# 성남 FC
성남 FC(Seongnam Football Club)는 대한민국 경기도 성남시에 있는 축구 선수단이다. 성남시민프로축구단이 운영하는 남자 프로 축구단이며, 1989년에 창단되었다. 성남시를 연고지로 하고 K리그2에 참가하고 있다. K리그1 7회 우승, 코리아컵 3회 우승, AFC 챔피언스리그 엘리트 2회 우승 등 각종 대회에서 총 21회의 우승을 기록하였다.
1989년 3월 18일, 통일그룹의 주도로 서울 강북 지역을 연고로 하는 일화 천마 프로축구단으로 창단되었다. 이후 1996년 충청남도 천안으로 옮겨갔으며, 2000년 경기도 성남으로 다시 옮겨 정착하였다. 홈구장은 탄천종합운동장이다.
2013년, 모기업 일화가 구단 운영에서 손을 뗀다는 사실이 보도되어 해체 또는 안산시로의 연고지 이전이 거론되었으나, 10월 20일 성남시에서 인수하여 시민구단으로 재창단했다.

## 역사

### 일화 천마 프로축구단(1989–1995)

#### 창단
1975년, 문선명 통일그룹 총재는 축구단 창단을 구상하고, 1988년 서울 올림픽 이후 본격적으로 창단을 추진하였다.
1988년 9월 20일, 한국프로축구위원회는 서울특별시 강북 지역을 연고지로 하는 '일화 천마 프로축구단'(이하 일화천마)의 창단을 인가했다. 같은해 11월 1일 일화천마는 서울캐피탈호텔에서 공식 창단을 발표했다.

#### 1989년

##### 89 한국프로축구대회
일화천마는 창단 후 첫 시즌에서 고정운이 뛰어난 활약으로 신인상을 수상했으나, 리그 성적은 6승 21무 13패로 6팀 중 5위를 기록하며 부진한 모습을 보였다.
일화천마가 세간의 주목을 끈 것은 신인 선수들을 앞세운 공격축구와 함께 박종환 감독이 벌인 심판과의 전쟁이었다.

#### 1990년

##### 90 한국프로축구대회
1990년 당시 일화천마의 스트라이커 김용세가 8월 18일 유공 코끼리와의 경기에서 프로축구 개인통산 첫 50골 고지에 오르기도 했지만, 팀은 7승 10무 13패로 리그 최하위 6위를 기록하였다.
'심판과의 전쟁'은 박종환 감독이 출장정지인 상태에서도 멈추지 않았다.

#### 1991년

##### 91 한국프로축구대회
일화천마는 총 13승 11무 16패로 시즌 최종 5위를 기록했지만, 승수 만큼은 2위 현대 호랑이과 동률이었다. 이상윤이 15골을 기록하며 해당 시즌 득점왕 이기근(포항제철)을 1골 차로 바싹 따라붙었고, 고정운 또한 13골, 김이주도 8골을 기록하는 등 득점 10위 내에 다른 클럽보다 많은 3명의 이름을 올려놓을 정도였으나, 리그에서 제일 적은 무승부 수와 꼴지 LG와 같은 수의 최다 패배수가 발목을 잡았다.
1991년 11월 12일 구단주 곽정환이 통일그룹 재단 이사장이 되면서, 이틀 후 11월 14일 워싱턴 타임스 회장이었던 박보희가 새로 구단주에 취임했다.
클럽의 전설적인 선수 신태용이 우여곡절 끝에 입단한 해이기도 하다. 11월 19일 열린 92프로축구신인드래프트에서 일화천마는 김정혁외 3명을 지명했으나, 그를 탐낸 대우 로얄즈가 자신들이 지명한 신태용과 이태홍을 1대2 맞트레이드 교환을 제시하고 이를 일화천마가 12월 3일 받아들였기 때문이다.
또한 루마니아인 골키퍼 마르셀이 계약 만료로 떠났기에, 소련(타지키스탄) 출신 골키퍼 발레리 사리체프를 영입한다.

#### 1992년

##### 92 한국프로축구대회
일화 천마는 선두 경쟁을 했으나 포항제철 축구단에게 막판 추월을 허용해 우승컵을 내주고 10승 14무 6패로 시즌을 2위로 마무리했다.
더불어 일화천마는 한국프로축구 출범 사상 처음으로 0점대 실점률을 기록하고 있던 발레리 사리체프의 귀화를 추진하기도 한다.

##### 제 1회 아디다스컵
일화 천마는 LG 치타스와의 챔피언결정전에서 1차전 2:2, 2차전 2:0승리를 거두고 창단 4년만에 첫 우승컵을 들어올렸다.

#### 1993년

##### 93 한국프로축구대회
대회 시작 직전, 박종환 감독의 징계 사면이라는 좋은 뉴스를 맞이한 일화 천마는 당시 프로축구 통산 최다 연승과 동률인 6연승을 기록하는 기염을 토하는 등, 리그 3경기를 남긴 상태에서 12승 11무 4패 64승점으로 창단 후 첫 리그 우승을 확정짓는다. 우승 확정 당시 2위였던 LG 치타스와의 승점 차이는 14점이었다.

#### 1994년

##### 94 하이트배 코리안리그
이전 시즌 우승팀 선수 구성을 유지한 일화 천마는 막판 4연승을 기록하며 전기리그를 공동선두로 마쳤다. 1994년 FIFA 월드컵이 끝나고 7월 23일 시작된 후기리그에서도 단연코 앞서나가던 일화 천마는 11월 12일, 목동운동장에서 벌어진 전북 버팔로와의 경기에서 신태용의 결승골에 힘입어 1-0 승리를 거두며 시즌 종료까지 1경기 남긴 상황에서 우승을 확정지었다. 이는 국내 프로축구사상 첫 리그 2연패였다.
발레리 사리체프는 100경기 연속출장,  고정운은 리그 MVP와 30-30 클럽 가입이라는 선수 개인 업적까지도 이루었다.

##### 아시안 클럽 챔피언십 1994-95
일화 천마는 93 한국프로축구대회 우승팀 자격으로 아시안 클럽 챔피언십 1994-95에 참가했다.

#### 1995년
일화천마는 1993년부터 1995년까지 정규 리그 3연패를 기록하였다. 특히 포항 아톰즈와의 1995년 챔피언 결정전은 지금도 K리그 역사에 길이 남는 명승부로 회자되고 있다. 1995년 12월 29일엔 아시안 클럽 챔피언십 우승을 차지했다.

### 천안 일화 천마 (1996–1999)
1996년, 일화는 1995년 말까지 서울 전용구장 건립계획을 수립하는 구단에 대해서만 서울 잔류를 허용한다는 서울 연고 공동화 정책에 따라, 서울특별시에서 나와야 했다. 해당 정책에 저항하기도 했으나, 곧 새 연고지를 찾던 일화천마는 천안오룡경기장을 축구전용구장으로 변환하고 천안시 백석동에 또다른 종합 스포츠센터를 지어주겠다던 천안시의 제안을 받아들여 천안으로의 이전을 결정했다. 또한 완전연고제 시행의 일환으로 클럽 이름도 천안일화천마프로축구단(이하 천안일화)으로 변경하였다.
1997년 말까지, 천안일화는 기존의 성공을 이어가는 듯 보였다.  천안일화는 아시안 클럽 챔피언십 1996-97과 1997년 FA컵 결승까지 진출했다. 그러나 1998년부터 주축 선수가 다양한 이유로 빠져나가기 시작하자 클럽은 슬럼프에 빠지기 시작했다. 설상가상으로 K리그 외국인 골키퍼 제한 조치로 인해 일화의 전설적인 골키퍼 발레리 사리체프의 출전도 점점 줄어들게 되어 천안일화의 성적은 바닥으로 떨어질 수 밖에 없었다.
결국 천안일화는 1998 시즌과 1999 시즌 두 시즌 연속으로 리그 최하위를 기록하고 만다. 1999년 중반, 차경복감독이 자진사퇴를 고려할 정도였다.
경기 내용 뿐 아니라, 천안오룡경기장의 시설도 기대 이하였다. 1998년 8월 22일 천안일화와 전남 드래곤즈와의 경기는 1-1 무승부 이후 당시 K리그 규정에 따라 승부차기가 진행되었다. 그런데 승부차기가 5-5에 이른 시점에서, 주심은 더 이상의 정상적인 경기운행이 불가능하다고 판단하여 추첨을 통한 승부결정을 지시한다. 당시 천안오룡경기장에는 조명시설이 없었고, 오후 5시에 시작한 경기는 일몰시간 7시 10분이 넘도록 진행되었기 때문이었다. 천안일화는 추첨에서 당첨되어 이 경기에서 승리를 기록했다.
1999년 10월 13일 1999 K리그 정규리그 마지막 경기가 끝난 후, 천안일화 전 선수단은 시즌 후 휴가를 반납하고 3주 간 합숙훈련을 실시했다. 곧 1999년 11월 11일부터 시작될 FA컵에서 부진한 리그 성적을 만회해 보려는 선수들의 계획이었다. 그리고 시즌 처음으로 '일화 트로이카'인 신태용, 박남열 그리고 이상윤이 함께 경기할 수 있게 된 대회였다.
결국 천안일화는 1999년 11월 21일 제주종합경기장에서 열린 1999년 FA컵 결승에서 전북 현대 다이노스를 3-0으로 꺾고 우승을 차지했다.

### 성남 일화 천마 (2000–2013)

#### 왕조의 부활
1998년 8월 22일 전남 드래곤즈와의 추첨을 통한 승부결정 이후, 천안일화 구단은 조명탑 시설이 없는 경기장 인프라, 시의 부족한 지원 등을 이유로 연고 이전을 검토한다고 밝혔다. 천안일화의 연고지 이전 계획이 대외로 알려지자 경기도의 성남시, 강원도 강릉시와 대구광역시는 유치 의사를 표명하였다. 한편 천안시는 이에 대해 천안오룡경기장을 대신할 신축 구장인 천안종합운동장이 이미 1998년 12월에 기공을 하여 한창 공사중이며 2001년 완공이 되니 기다려달라고 요청하였다. 또한 거기에 덧붙여 다음 해 오룡경기장 조명탑 설치를 위한 예산을 편성한 상태라고 밝혔고, 천안일화 서포터즈인 일레븐 플러스 또한 연고지 이전 반대 활동을 펼쳤지만 천안일화는 1999년 12월 27일, 경기도 성남으로 연고지 이전을 확정지었다. 이 과정에서 성남의 일부 개신교 단체들은 천안일화의 모기업인 통일교 산하의 일화에 대해 반발하여 퇴출 운동을 전개하기도 했다.
성남으로 연고지 이전을 완료한 후 새 시즌 개막에 앞서 올림픽 대표 출신 김대의, 김현수와 재일교포 박강조를 영입하면서 대대적으로 선수단 리빌딩에 들어갔다. 이 결과 우승과는 인연이 없었으나, 대한화재컵 및 정규리그 3위, FA컵 및 아디다스컵 준우승으로 일약 우승 후보군에 들어갔다.
이듬해에 팀은 수원 삼성 블루윙즈로부터 공격수 사샤 드라쿨리치를 영입하면서 스트라이커 보강에 성공해 4번째 우승을 차지했고, 김도훈과 윤정환이 가세한 2003년까지 3연속 정규리그를 제패했다. 하지만 2004년에는 김대의, 김현수 등 주축선수들의 공백으로 정규리그 우승권에서 멀어졌고, 이 후 컵대회(삼성 하우젠컵과 AFC 챔피언스리그)에 집중했다. 알 이티하드와의 AFC 챔피언스리그 결승 1차전 원정 경기에서는 3:1로 승리를 거두어 결승 2차전 홈 경기에서 1골차로 져도 우승이 가능했음에도 불구하고 0-5로 참패를 당해 끝내 준우승에 그쳤고 K리그 3연패를 이끌었던 차경복 감독이 사임하였다.
2006년부터 지휘봉을 잡은 김학범 감독은 첫 시즌부터 우승컵을 따내며 막강한 전력을 뽐냈다. 리그 우승으로 2007 AFC 챔피언스리그 티켓을 획득한 성남은 조별 예선과 8강전을 무난하게 통과하였으나 4강에서 일본의 우라와 레드 다이아몬즈에 승부차기 끝에 패하였고 2007 K리그에서도 정규 리그 우승을 거머쥐었으나 6강 플레이오프를 뚫고 올라온 포항 스틸러스와의 챔피언 결정전에서 패하며 무관에 그치고 말았다. 2008 K리그에도 막강한 전력으로 상위권의 성적을 유지하며 정규 리그를 3위로 끝마쳤으나 플레이오프에서 전북 현대 모터스에 패하며 우승이 좌절되었다. 결국 김학범 감독이 사퇴하고 감독 대행으로 신태용이 선임되었다.

#### 신태용 체제 (2009–2012)
신태용 감독 대행 체제로 2009 K리그를 맞은 성남은 시즌 초반 좋지 않은 모습을 보이며 팬들의 걱정을 샀지만 리그 후반기에는 좋은 성적을 거두며 K리그 챔피언십에 4위로 안착하였다. K리그 챔피언십 첫 경기인 인천 유나이티드와의 경기에선 연장전 막판 김용대를 승부차기 키커로 기용하기 위해 골키퍼 정성룡이 필드 플레이어로 뛰는 해프닝이 벌어지는 끝에 승부차기로 인천을 꺾고, FC 서울을 꺾고 올라온 전남 드래곤즈와 맞대결하게 되었다. 이어진 전남과의 경기에선 전반전에 터진 몰리나의 결승골로 승리를 거둬 챔피언 결정전 티켓을 놓고 포항 스틸러스와 격돌하게 되었다. 2009시즌 홈 무패 기록을 가지고 있던 포항과의 원정 경기에서도 몰리나의 결승골로 승리를 거둬 정규 리그를 1위로 마친 전북 현대 모터스와 챔피언 결정전에서 격돌하게 되었다. 홈에서 벌어진 챔피언 결정전 1차전에선 0-0으로 무승부를 거뒀으나 원정에서 치러진 2차전에서는 3-1로 완패를 당해 우승은 좌절되었다. 한편, 2009년 K리그 챔피언십에선 관중석에서 무전기를 통해 선수들을 지휘했던 신태용 감독 대행의 '무전기 매직'이 화제가 되기도 하였다.

2010년 2월 신태용 감독 대행이 정식 감독으로 승진되었다. 시즌 초, 예산 감축으로 2009 시즌보다 팀의 여건이 더 안 좋아진 상황에서 AFC 챔피언스리그와 리그를 병행해야 하는 것에 대한 우려의 시각이 많았으나, 신인 선수들이 기존 선수들의 공백을 잘 메웠고 신태용 감독의 지도력이 빛을 발하며 ACL 조별 예선을 1위로 통과하고 리그에서도 꾸준한 상위권의 성적을 내어 주변의 우려를 불식시켰다. ACL 16강에서 감바 오사카를 만난 성남은 3-0으로 대승을 거두며 8강전에 진출하였으며, 8강과 4강에서 각각 수원과 알 샤바브를 격침시키며 결승에 진출하였다. 결승전에서는 뛰어난 수비력을 바탕으로 강팀들을 꺾고 이변을 일으키며 결승전까지 올라온 이란의 조브 아한을 만났다. 제난 라돈치치, 전광진, 홍철이 결승전에 결장하게 된 가운데 어려운 경기가 예상되었으나 주장인 사샤 오그네노브스키가 이른 시간 선제골을 만들어내어 경기를 쉽게 풀어나가 최종 스코어 3-1로 경기를 마쳐 AFC 챔피언스리그 개편 이후 첫 우승을 차지하였다. 2010년 FIFA 클럽 월드컵 출전권을 얻어내었으며 선제골을 넣은 사샤는 대회 MVP로 선정되었다. 클럽 월드컵에 출전한 성남 일화 천마는 준준결승전에서 알와흐다를 4-1로 격파하고 준결승전에 올랐다. 준결승전에서 만난 팀은 UEFA 챔피언스리그를 제패한 인테르나치오날레 밀라노였다. 이 경기에서 성남 일화 천마는 3분 만에 데얀 스탄코비치에게 골을 내주며 불안한 출발을 했고, 결국 0-3으로 패배하여 결승전 진출에 실패하였다. 이어진 인테르나시오나우와의 3, 4위전에서도 2-4로 패하며 4위에 머물고 말았다.
2011 시즌을 앞두고 지속되던 재정난으로 인해 이적 시장에서 정성룡, 최성국, 마우리시오 몰리나, 조병국 등 주전급 선수들이 팀을 떠났다. 반면 들어온 선수는 수원에서 데려온 하강진, 남궁웅과 강원에서 데려온 정산 단 3명에 불과했다. 전반기에는 15위까지 내려가며 위기에 빠졌지만 후반기에 라돈치치가 부상에서 복귀하였고, 강원의 미드필더 이창훈과 브라질 U-20 국가대표로 뛴 경험이 있는 에벨찡요를 영입하였다. 또, 9월에 상무에서 제대하여 복귀한 김정우의 합류로 반등을 노렸다. 그 결과 후반기에 상승세를 탔으며, 결승전에 진출한 FA컵에서는 수원 삼성 블루윙즈를 꺾고 우승을 차지하였다. 정규 리그 최종 경기에서 포항 스틸러스에게 패배하며 정규 리그를 10위로 마감했다. 시즌을 마치고 경남 FC에서 윤빛가람을 영입하였으나 본인의 의사와 관계없는 이적 논란을 일으켰고, 결국 윤빛가람은 슬럼프만 겪은 채 이후 2013년 제주 유나이티드로 떠나게 된다.
2012년에는 AFC 챔피언스리그 조별 리그 1위로 16강에 진출하여 다시 한 번 아시아의 정상을 노렸으나 2012년 5월 29일, 16강에서 만난 부뇨드코르에 PK 결승골을 내줘 1-0으로 패하고 말았다. 이는 성남의 ACL 홈경기 첫패였다. 이후 부진을 겪으며 16개 팀중 11위를 기록하여 상위 스플릿 진출에 실패하였다. 스플릿 이후 상주전 기권승을 제외하면 광주 원정 경기에서만 승리를 거두었으며, 2012년 11월 17일 홈에서 열린 광주전에서는 전반에만 3골을 넣어 앞섰지만 전반 종료 직전 2골, 후반에 2골을 내주며 3-4로 역전패를 당하기도 하였다. 이러한 부진으로 인해 다음 경기인 2012년 11월 21일에는 서포터즈 황기청년단이 '위대한 성남은 죽었다'를 외쳤고, 대구와의 경기에선 0-2로 패한 이후 골키퍼 하강진과 서포터즈가 다툼을 벌이기도 하였다. 리그 최종전에서 12위 자리를 지키며 1부 리그에 잔류를 확정지었다. 시즌이 종료 후 신태용 감독은 사의를 표명하고 자리에서 물러났다. 후임으로는 부산 아이파크의 감독이자, 일화 천마 선수 출신의 안익수가 선임되었다.

#### 천마는 걸음을 멈추었다 (2013)
2012년 9월, 구단주였던 문선명이 사망한 후, 구단을 넘겨받은 문국진은 축구단 운영에 관심이 없었기 때문에 구단의 존망이 수면 위로 떠오르게 되었는데 그나마 문국진은 야구에 관심이 많았고 이로 인해 넥센 히어로즈 관련되어 구단 인수설이 돌았으며 일화는 2010년부터 넥센 히어로즈와 스폰서십을 체결하기도 했다. 실제로 문선명 사망 이후 같은 통일교 산하의 피스컵조직위원회와 충남 일화 천마가 해체되었으며, 성남도 운영비를 3분의 1 수준으로 줄여버렸기 때문에 이는 곧 해체를 뜻하는 것이 아니냐는 여론이 지배적이었다. 이에 성남시에서는 성남 일화를 시민구단화하는 작업을 연구 용역을 통하여 검토하고 있었다. 그러던 와중에 안산시에서 축구단을 인수하며 연고 이전을 시도하려 했다. 복잡한 사정 속에서 성남의 성적은 하위권으로, 마지막을 맞았다.

### 성남 FC로 새출발 (2013.10–현재)

#### 박종환, 이상윤 체제 (2014)
그러자 '성남 연고 사수' 여론이 급속 확산되어 지지부진하던 성남 일화와 성남시 간의 인수협상이 물살을 탔고, 결국 2013년 10월 2일 이재명 성남시장이 일화 축구단 인수 및 시민구단화를 발표했다. 시민구단으로 전환되면서 구단의 상징이었던 천마가 성남시의 시조인 까치로 변경되었고, 전통적인 노란색 유니폼도 검은색 계열로 바뀌게 되었다.
2013 시즌을 마치고 안익수 감독이 경질되고, 후임으로는 박종환이 선임되었다. 시민구단 전환 이후 초반에는 9경기에서 단 3득점만을 성공하여 골 가뭄에 시달렸다. 그리고 부임한 지 불과 4개월 만에 박종환 감독이 선수 폭행 사건에 연루되어 2014년 4월 22일 자진 사퇴하였다. 이후 수석 코치 직책을 맡고 있던 이상윤이 감독 대행으로 부임하였다. 이후 4월 30일에 홈에서 펼쳐진 대구 FC와의 FA컵 32강전에서 황의조의 결승골로 1-0 승리를 거두었는데, 이는 울산 원정에서 김철호의 득점 이후 3주 만의 득점이었다. 이후 8경기 연속 무패행진을 달리고 있던 포항 스틸러스를 3-1로 대파하는 등 득점력이 상승했다. 그러나 월드컵 휴식기 이후 경남과의 홈 경기에서 승리를 거둔 것을 제외하면 수비가 급격히 무너지며 8월 9일 홈에서 열린 전북 현대 모터스에 0-3, 8월 17일 홈에서 열린 부산 아이파크에 2-4로 대패를 당하는 등 부진한 모습을 보이며 강등권까지 추락하고 말았다. FA컵에서 16강 상대는 당시 K리그 챌린지 소속이었던 광주 FC였는데, 2대 1로 역전승을 거두었지만 2부리그팀을 상대로 필드골을 허용하여 연장전까지 치렀으며,8강전 상대인 영남대학교를 상대로 2-1로 승리했지만 대학팀을 상대로 필드골을 허용하기도 하였다. 이후 8월 26일 이상윤 감독 대행이 성적 부진을 이유로 경질되었다.

#### 학범슨의 컴백 (2014-2016)
이후 코치였던 이영진이 새로운 감독 대행으로 선임되어 한 경기를 치렀으며, 곧이어 2014년 9월 6일 팀의 전 감독이었던 김학범이 팀의 정식 감독으로 선임되어 6년 만에 팀에 복귀하게 되었다. 그리고 약 2개월 만인 11월 23일 FA컵 결승전에서 상대팀인 FC 서울을 승부차기 끝에 4-2로 꺾으면서 구단 역사상 3번째 FA컵 트로피를 손에 쥠과 동시에 2004년 9월 이후 서울월드컵경기장에서 승리가 없던 상암 징크스를 깨는 데 성공하였다. 이로써 시민구단 최초로 AFC 챔피언스리그 진출 자격을 얻게되었다. 그 후 마지막 2경기에서, 경남 FC가 2연패 당하는 동시에 2부리그 강등이 현실화될 우려가 있었던 성남이 인천과의 원정 경기에서 1-0으로 승리를 거두었으며, 최종전인 11월 29일 홈에서 2014 시즌 한번도 이기지 못한 부산 아이파크를 상대로 1-0으로 승리를 거둬 2연승을 거두며 잔류에 성공하였다.
2015 시즌에는 남준재, 박태민, 브라질 출신 외국인 선수 3인방, 일화 시절 에이스였던 김두현을 영입하며 전력을 강화하였다. 이후 시즌 첫 경기로 열린 2015 AFC 챔피언스리그 조별 예선 1라운드에서 부리람에 패배했으나 2라운드에서 J리그 챔피언 감바 오사카에게 승리를 거두며 시민 구단 최초의 챔피언스리그 승리를 기록했다. 정규 리그 개막전에선 전북에 2-0으로 패하였고 이후 3라운드까지 승리를 거두지 못하였다. 하지만 대전월드컵경기장에서 열린 대전과의 리그 4라운드 경기에선 아드리아누에게 선제 실점하고도 황의조의 1골과 김두현의 해트트릭에 힘입어 4-1로 대역전승을 거두며 첫 승을 챙겼다. 4월 22일 AFC 챔피언스리그 조별 예선 5라운드에서 부리람을 상대로 2-1 승리를 거두며 챔피언스리그 16강전에 진출하였다. 16강에선 강호 광저우 헝다를 만나 홈 1차전에서 2-1 승리를 거두었으나 2차전에서 2-0으로 패배하여 원정 다득점 원칙에 의해 탈락하였다. 하지만 리그에서 좋은 모습을 이어갔고 8월 30일에 열린 29라운드 홈 전북전에서 석패하기 전까지 11연속 무패 행진(3연승 포함 7승 4무)을 기록하며 순위를 3위까지 끌어올렸다. 그리고 9월 23일에는 상암월드컵경기장에서 열린 FC 서울과의 원정 경기에서 1대0으로 승리를 거두어 11년 만의 서울 원정 승리를 거두었으며 동시에 상위스플릿 진출을 확정지었다. 이후 리그 5위로 2015 시즌을 마무리하였다.
2016 시즌을 앞두고 11년간 성남에서 활약한 김철호가 태국 촌부리로 이적하였지만 황진성, 조재철, 최호정, 티아고 등을 영입하며 전력을 보강하였다.
그리고, 성남은 그동안 주전 수비수로 활약한 윤영선이 상무에 입대하였고, 전상욱이 투병 생활로 인하여 팀을 떠났지만, 여름 이적시장을 통해 K리그 챌린지에서 활약한 측면 수비수 이후권과 카타르리그에서 활약했던 수비수 이용을 데려왔다. 그 후, 최근에는 2015 시즌을 끝으로 현역에 입대했던 골키퍼 박준혁이 2016년 7월 8일에 개인사로 인하여 조기전역 후, 성남에 돌아왔고, 그 동안 성남은 김동준의 올림픽 차출, 전상욱의 투병 등으로 인한 골키퍼 문제를 해결하게 되었다. 같은 해 8월 16일 피파온라인 프로게이머인 김정민을 영입하면서 국내 프로구단중 최초로 E스포츠에 참가하게 됐다.

#### 어려움과 세르징요 사태로  강등
하지만 시즌 중반 팀의 주축 공격수 티아고의 유출과 더불어 주전 선수들의 대거 부상 등으로 어려움을 겪었고, 9월 12일, 성남은 김학범 감독이 성적 부진을 이유로 자진 사퇴하였으며 김학범 감독을 보좌하던 코치들도 물러난다고 공식 발표하였다. 공석이 된 감독 자리에는 U-18 팀을 이끌고 있던 구상범 감독이 대행직으로 부임하여 맡아 남은 시즌에 팀을 이끌기로 하였으며, 성남의 U-15 팀과 U-12 팀을 이끌고 있던 변성환, 남궁도 감독도 1군 팀 코치로 합류하였다.
하지만 성남은 8경기 연속 무승 등의 부진을 거듭하며 끝내 상위 스플릿 A 진입에 실패하였고, 포항 스틸러스와의 리그 마지막 경기서 패하며 리그 11위로 추락, 강원 FC와의 승강 플레이오프를 치르게 되면서 강등 위기까지 겪게되었다.
결국 구상범은 11월 5일 포항과의 최종전 이후 건강상의 문제로 하차하여 원래의 유소년팀 감독으로 복직하기로 잠정 결정되었고, 변성환 코치가 임시로 벤치에 앉아 강원과의 승강 플레이오프를 지휘하게 되었다.
강릉종합운동장에서 열린 1차전에서는 0:0으로 비겼고, 탄천종합운동장에서 열린 2차전서는 1:1로 비겼으나, 원정다득점원칙에 의해 2부리그인 K리그 챌린지로 강등되었다. 그러나 강원 FC 외국인 선수 세르징요가 위조여권으로 국외 추방당하면서 이 강등이 정당한지 논란이 되고 있다. 2017년 9월 성남과 한국프로축구연맹의 민사조정에서 조정위원들이 성남의 손을 들어주었다.

#### 박경훈 감독 체제 (2017)
2016년 12월 1일, 2017시즌을 앞두고 제주 유나이티드 감독 출신인 박경훈 전력강화위원을 신임 감독으로 선임하였다.
하지만 개막 후 10경기 연속 무승을 기록하며 심각한 부진을 이어가며 리그 최하위로까지 떨어졌고, 2017시즌을 두고 영입한 네코, 파울로, 비도시치, 다리오 등의 용병 들이 부상과 부진 등의 이유로 별 활약을 보이지 못한 채 일찌 감치 팀을 떠났고, 시즌 중반 팀의 프랜차이즈 스타였던 황의조가 J리그로 떠난 뒤 지난해 K리그 챌린지 득점왕 김동찬을 영입했지만 기대한 폭발력은 나오지 않으며 아쉬움을 남겼다. 중후반기 들어 수비 밸런스가 강화하며 후반기부터는 지지 않는 축구를 펼치며 가까스로 반등하며 리그 4위에 안착하며 플레이오프에 진출했지만 득점력 부재의 한계를 드러내며 아산 무궁화 FC와의 플레이오프전에서 패해 승격에 실패하였다.
결국 11월 28일 성남 구단은 박경훈 감독과 결별을 택하였다.

#### 남기일 감독 체제 (2018-2019)
2017년 12월 6일, 2018 시즌을 앞두고 박경훈의 후임으로 광주 FC 감독 출신인 남기일 감독을 신임 감독으로 내정하였다. K리그2 2위를 하였고 아산 무궁화의 승격자격 박탈로 2019시즌에 K리그1에 복귀하게 되었다. 강등 1순위라는 비아냥을 들으면서도 비교적 안정된 수비와 필요할 때 챙긴 승리를 바탕으로 시즌을 9위로 마감하였으나, '다음 시즌을 구상하겠다'던 인터뷰가 나간 지 며칠 만에 구단과 갈등을 빚으며 남 감독이 사퇴했다.

#### 김남일 감독 체제 (2020~2022)
2019년 12월 23일, 성남은 새 감독으로 전남 드래곤즈의 코치였던 김남일을 감독으로 영입했다. 2020시즌 강등권으로 내려갔지만 최종전 부산 아이파크와의 경기에서 승리를 거두면서 잔류에 성공했다. 2021시즌에서도 강등권에서 다툼을 하였지만 잔류에 성공했다.
하지만 2022 시즌에는 성적이 하위권에서 바닥을 쳤고, 게다가 정치권 의혹·시장 교체 휘말리며 매각설이 나돌자 사태가 악화되었다. 이런 뒤숭숭한 분위기 속에 김남일은 성남 감독직에서 자진 사퇴하였고, 수석코치를 맡고 있던 정경호가 감독대행을 맡아 남은 시즌을 지휘하게 되었다. 정경호 대행 체제에서도 12위에서 벗어나지 못하고 2022년 10월 9일 김천 상무와 원정경기에서 1-1로 비기고 남은 경기수 3경기를 남기고 K리그2로 조기 강등되었다.

## 시즌 결과
| 시즌 | K리그  | K리그 | FA컵   | FA컵   | 리그컵       | 리그컵 | 챔피언스리그 | 챔피언스리그 | 클럽월드컵   | 클럽월드컵 |
| 시즌 | 디비전 | 순위  | 대회   | 순위   | 대회         | 순위   | 대회         | 순위         | 대회         | 순위       |
| ---- | ------ | ----- | ------ | ------ | ------------ | ------ | ------------ | ------------ | ------------ | ---------- |
| 1989 | 1부    | 5     | -      | -      | -            | -      | -            | -            | -            | -          |
| 1990 | 1부    | 6     | -      | -      | -            | -      | -            | -            | -            | -          |
| 1991 | 1부    | 5     | -      | -      | -            | -      | -            | -            | -            | -          |
| 1992 | 1부    | 2     | -      | -      | 아디다스컵   | 1      | -            | -            | -            | -          |
| 1993 | 1부    | 1     | -      | -      | 아디다스컵   | 5      | -            | -            | -            | -          |
| 1994 | 1부    | 1     | -      | -      | 아디다스컵   | 4      | -            | -            | -            | -          |
| 1995 | 1부    | 1     | -      | -      | 아디다스컵   | 2      | 클럽챔피언십 | 4            | -            | -          |
| 1995 | 1부    | 1     | -      | -      | 아디다스컵   | 2      | 클럽챔피언십 | 1            | -            | -          |
| 1996 | 1부    | 8     | FA컵   | 8강    | 아디다스컵   | 5      | 슈퍼컵       | 1            | 아프로아시안 | 1          |
| 1997 | 1부    | 8     | FA컵   | 2      | 아디다스컵   | 4      | 클럽챔피언십 | 2            | -            | -          |
| 1997 | 1부    | 8     | FA컵   | 2      | 프로스펙스컵 | B조    | 클럽챔피언십 | 2            | -            | -          |
| 1998 | 1부    | 10    | FA컵   | 8강    | 아디다스컵   | B조    | -            | -            | -            | -          |
| 1998 | 1부    | 10    | FA컵   | 8강    | 필립모리스컵 | 5      | -            | -            | -            | -          |
| 1999 | 1부    | 10    | FA컵   | 1      | 아디다스컵   | 8강    | -            | -            | -            | -          |
| 1999 | 1부    | 10    | FA컵   | 1      | 대한화재컵   | 3      | -            | -            | -            | -          |
| 2000 | 1부    | 3     | 슈퍼컵 | 2      | 아디다스컵   | 2      | -            | -            | -            | -          |
| 2000 | 1부    | 3     | FA컵   | 2      | 대한화재컵   | 3      | -            | -            | -            | -          |
| 2001 | 1부    | 1     | FA컵   | 8강    | 아디다스컵   | 3      | 컵위너스컵   | 16강         | -            | -          |
| 2002 | 1부    | 1     | 슈퍼컵 | 1      | 아디다스컵   | 1      | -            | -            | -            | -          |
| 2002 | 1부    | 1     | FA컵   | 3      | 아디다스컵   | 1      | -            | -            | -            | -          |
| 2003 | 1부    | 1     | FA컵   | 16강   | -            | -      | 챔피언스리그 | B조          | -            | -          |
| 2004 | 1부    | 9     | 슈퍼컵 | 2      | 삼성하우젠컵 | 1      | 챔피언스리그 | 2            | -            | -          |
| 2004 | 1부    | 9     | FA컵   | 32강   | 삼성하우젠컵 | 1      | 챔피언스리그 | 2            | -            | -          |
| 2005 | 1부    | 3     | FA컵   | 16강   | 삼성하우젠컵 | 8      | -            | -            | -            | -          |
| 2006 | 1부    | 1     | FA컵   | 32강   | 삼성하우젠컵 | 2      | -            | -            | -            | -          |
| 2007 | 1부    | 2     | FA컵   | 16강   | 삼성하우젠컵 | 6강    | 챔피언스리그 | 4강          | -            | -          |
| 2008 | 1부    | 5     | FA컵   | 8강    | 삼성하우젠컵 | 6강    | -            | -            | -            | -          |
| 2009 | 1부    | 2     | FA컵   | 2      | 피스컵       | 8강    | -            | -            | -            | -          |
| 2010 | 1부    | 4     | FA컵   | 8강    | 포스코컵     | B조    | 챔피언스리그 | 1            | 클럽월드컵   | 4          |
| 2011 | 1부    | 10    | FA컵   | 1      | 러시앤캐시컵 | A조    | -            | -            | -            | -          |
| 2012 | 1부    | 12    | FA컵   | 16강   | -            | -      | 챔피언스리그 | 16강         | -            | -          |
| 2013 | 1부    | 8     | FA컵   | 16강   | -            | -      | -            | -            | -            | -          |
| 2014 | 1부    | 9     | FA컵   | 1      | -            | -      | -            | -            | -            | -          |
| 2015 | 1부    | 5     | FA컵   | 8강    | -            | -      | 챔피언스리그 | 16강         | -            | -          |
| 2016 | 1부    | 11    | FA컵   | 8강    | -            | -      | -            | -            | -            | -          |
| 2017 | 2부    | 4     | FA컵   | 8강    | -            | -      | -            | -            | -            | -          |
| 2018 | 2부    | 2     | FA컵   | 32강   | -            | -      | -            | -            | -            | -          |
| 2019 | 1부    | 9     | FA컵   | 32강   | -            | -      | -            | -            | -            | -          |
| 2020 | 1부    | 10    | FA컵   | 준결승 | -            | -      | -            | -            | -            | -          |
| 2021 | 1부    | 10    | FA컵   | 16강   | -            | -      | -            | -            | -            | -          |
| 2022 | 1부    | 12    | FA컵   | 16강   | -            | -      | -            | -            | -            | -          |
| 2023 | 2부    | 9     | FA컵   | 16강   | -            | -      | -            | -            | -            | -          |
| 2024 | 2부    | 13    | FA컵   | 8강    | -            | -      | -            | -            | -            | -          |
| 2025 | 2부    | -     | -      | -      | -            | -      | -            | -            | -            | -          |

## 선수 명단
참고: FIFA 자격 규정에 따라 소속된 국가대표팀 국기를 표시합니다. 선수는 복수의 FIFA 비회원국 국적을 가지고 있을 수 있습니다.
| 번호 | 포지션 | 국적     | 이름                            |
| ---- | ------ | -------- | ------------------------------- |
| 1    | GK     |          | 유상훈                          |
| 2    | MF     |          | 박상혁                          |
| 3    | DF     |          | 강의빈                          |
| 4    | DF     |          | 베니시오                        |
| 5    | DF     |          | 양시후                          |
| 6    | MF     |          | 홍창범                          |
| 7    | FW     |          | 신재원                          |
| 8    | MF     |          | 이정빈                          |
| 9    | FW     | 콜롬비아 | 후이즈                          |
| 10   | FW     |          | 레안드로                        |
| 11   | FW     |          | 김정환                          |
| 13   | GK     |          | 안재민                          |
| 14   | MF     |          | 엘리우나이 프레이타스 다 시우바 |
| 15   | DF     |          | 장영기                          |
| 16   | MF     |          | 류준선                          |
| 17   | DF     |          | 황석기                          |
| 18   | FW     |          | 김범수 (포항에서 임대)          |
| 19   | DF     |          | 김훈민                          |
| 20   | MF     |          | 이상민                          |
| 21   | GK     |          | 양한빈                          |
| 22   | FW     |          | 정승용                          |
| 26   | FW     |          | 박현빈                          |

| 번호 | 포지션 | 국적 | 이름                        |
| ---- | ------ | ---- | --------------------------- |
| 27   | FW     |      | 이준상                      |
| 28   | GK     |      | 정명제                      |
| 30   | MF     |      | 박병규                      |
| 33   | MF     |      | 박수빈                      |
| 34   | GK     |      | 박지민 (수원 삼성에서 임대) |
| 36   | DF     |      | 유민준                      |
| 37   | FW     |      | 하정우 (수원 FC에서 임대)   |
| 41   | GK     |      | 최서준                      |
| 47   | MF     |      | 양태양                      |
| 66   | DF     |      | 김주원                      |
| 68   | MF     |      | 이재욱                      |
| 99   | MF     |      | 홍현승                      |
| 74   | MF     |      | 사무엘                      |
| 91   | DF     |      | 박광일                      |
| 93   | FW     |      | 진성욱                      |

### 임대 및 군 복무 선수
참고: FIFA 자격 규정에 따라 소속된 국가대표팀 국기를 표시합니다. 선수는 복수의 FIFA 비회원국 국적을 가지고 있을 수 있습니다.
| 번호 | 포지션 | 국적 | 이름                             |
| ---- | ------ | ---- | -------------------------------- |
| —    | FW     |      | 유주안 (남양주 FC로 임대)        |
| —    | MF     |      | 이지훈 (서울중랑축구단으로 임대) |
| —    | DF     |      | 유선 (김천 상무에서 군 복무중)   |

| 번호 | 포지션 | 국적 | 이름                            |
| ---- | ------ | ---- | ------------------------------- |
| —    | DF     |      | 조성욱 (포항 스틸러스로 임대)   |
| —    | MF     |      | 구본철 (강원 FC로 임대)         |
| —    | FW     |      | 김민재 (부산 교통공사으로 임대) |
| —    | MF     |      | 국관우 (경주한수원으로 임대)    |

## 스태프

### 코칭스태프
| 직위        | 이름   | 비고 |
| ----------- | ------ | ---- |
| 감독        | 전경준 |      |
| 수석코치    | 한동훈 |      |
| 코치        | 조동건 |      |
| 코치        | 황지환 |      |
| 골키퍼 코치 | 한동진 |      |
| 피지컬 코치 | 이재진 |      |

## 기록과 통계

### 우승 기록

#### 국내 대회

##### 리그
- K리그1

● 우승 (7): 1993, 1994, 1995, 2001, 2002, 2003, 2006
● 준우승 (3): 1992, 2007, 2009
- K리그2

● 준우승 (1): 2018

##### 컵
- 코리아컵

● 우승 (3): 1999, 2002, 2014
● 준우승 (3): 1997, 2000, 2009
- 리그컵

● 우승 (3): 1992, 2002, 2004
● 준우승 (3): 1995, 2000, 2006
- 슈퍼컵

● 우승 (1): 2002
● 준우승 (2): 2000, 2004
- 대통령배 전국축구대회

● 우승 (1): 1999

#### 국제 대회

##### 아시아
- AFC 챔피언스리그 (AFC 챔피언스리그 엘리트의 전신)

● 우승 (1): 2010
● 준우승 (1):  2004
- 아시안 클럽 챔피언십

● 우승 (1): 1995
● 준우승 (1): 1996-97
- 아시안 슈퍼컵

● 우승 (1): 1996
- A3 챔피언스컵

● 우승 (1): 2004

##### 세계
- 아프로-아시안 클럽 챔피언십

● 우승 (1): 1996

#### 친선 대회
- 구정컵

● 우승 (1): 2012
- 피스컵

● 준우승 (1): 2012

## 클럽 역대 인물

### 역대 감독
- 취임일자는 공식 취임식 일자이며 취임식이 없거나 미상인 경우 공식 선임일자를 기재한다.

| 순번        | 이름            | 취임일자   | 사임일자   | 재임시즌  | 비고 |
| ----------- | --------------- | ---------- | ---------- | --------- | --- |
| 1대         | 박종환          | 1988/09/16 | 1996/04/02 | 1989–1996 | - 구단 초대 감독 - 구단 역대 단일 재임기간 최장수 감독 (8시즌) - 구단 최초 리그컵 우승 감독 - 1993, 1994, 1995 구단 최초 K리그 우승 (3회) 감독 - K리그 최초 왕조 구축 감독 (1993-1994-1995) - 구단 최초 아시안 클럽 챔피언십 우승 감독 - 구단 최초 더블 우승 달성 (아시안 클럽 챔피언십과 K리그) - 구단 최초 시즌 도중 사퇴한 감독 |
| 비공식 대행 | 원흥재          | 1990/04/27 | 1990/06/27 | 1990      | - 비공식 감독대행 (박종환 감독 징계 기간 중 한시적 감독대행 수행) - 한국프로축구연맹에서는 공식 감독대행으로 인정하지 않음 |
| 대행        | 이장수          | 1996/04/03 | 1996/08/17 | 1996      | - 구단 최초 감독대행 - 1996시즌 감독대행 수행 중 정식 감독으로 승격 |
| 2대         | 이장수          | 1996/08/18 | 1996/12/05 | 1996      | - 구단 최초 감독대행 - 1996시즌 감독대행 수행 중 정식 감독으로 승격 |
| 3대         | 레네 드자이에르 | 1996/12/18 | 1998/09/08 | 1997–1998 | - 구단 최초 외국인 감독 - 구단 2번째 시즌 도중 사퇴한 감독 |
| 4대         | 차경복          | 1998/09/09 | 2004/12/01 | 1998–2004 | - 구단 역대 단일 재임기간 2번째 최장수 감독 (7시즌) - 1999 구단 최초 FA컵 우승 감독 - 2001, 2002, 2003 구단 2번째 K리그 우승 (3회) 감독 - K리그 2번째 왕조 구축 감독 (2001-2002-2003) - 구단 2번째 리그컵 우승 (2회) 감독 |
| 대행        | 김학범          | 2004/12/07 | 2004/12/29 | 2004      | - 구단 2번째 감독대행 - 2004시즌 감독대행 수행 후 2005시즌부터 정식 감독으로 승격 - 2006 구단 3번째 K리그 우승 감독 |
| 5대         | 김학범          | 2004/12/30 | 2008/11/27 | 2005–2008 | - 구단 2번째 감독대행 - 2004시즌 감독대행 수행 후 2005시즌부터 정식 감독으로 승격 - 2006 구단 3번째 K리그 우승 감독 |
| 대행        | 신태용          | 2008/12/08 | 2010/02/17 | 2009      | - 구단 3번째 감독대행 - 2009시즌 감독대행 수행(최초로 단일 시즌을 대행 자격으로 보냄) 후 2010시즌부터 정식 감독으로 승격 - 구단 최초 성남 FC 선수 출신 감독 - 2010 구단 최초 AFC 챔피언스리그 우승 감독 - 2011 구단 2번째 FA컵 우승 감독                                                                                           |
| 6대         | 신태용          | 2010/02/18 | 2012/12/07 | 2010–2012 | - 구단 3번째 감독대행 - 2009시즌 감독대행 수행(최초로 단일 시즌을 대행 자격으로 보냄) 후 2010시즌부터 정식 감독으로 승격 - 구단 최초 성남 FC 선수 출신 감독 - 2010 구단 최초 AFC 챔피언스리그 우승 감독 - 2011 구단 2번째 FA컵 우승 감독                                                                                           |
| 7대         | 안익수          | 2012/12/14 | 2013/12/22 | 2013      | - 구단 2번째 성남 FC 선수 출신 감독 |
| 8대         | 박종환          | 2013/12/23 | 2014/04/22 | 2014      | - 구단 역대 종합 재임기간 최장수 감독 (9시즌) - 시즌 초반에 퇴임한 최초의 감독 |
| 대행        | 이상윤          | 2014/04/22 | 2014/08/26 | 2014      | - 구단 4번째 감독대행(처음엔 수석코치 자격으로 임시 대행) |
| 대행        | 이영진          | 2014/08/26 | 2014/09/05 | 2014      | - 구단 5번째 감독대행(감독대행의 대행) - 구단 최초의 1경기 한시적 감독(대행) |
| 9대         | 김학범          | 2014/09/05 | 2016/09/12 | 2014–2016 | - 구단 역대 종합 재임기간 2번째 최장수 감독 (7시즌) - 2014 구단 3번째 FA컵 우승 감독 - 구단 3번째 시즌 도중 사퇴한 감독 |
| 대행        | 구상범          | 2016/09/12 | 2016/11/20 | 2016      | - 구단 6번째 감독대행 |
| 비공식 대행 | 변성환          | 2016/11/06 | 2016/11/20 | 2016      | - 비공식 감독대행 (구상범 감독대행이 포항과의 정규리그 최종전 이후 건강상 문제로 사임하여 이때부터 승강 플레이오프까지 한시적 팀 지휘) - 한국프로축구연맹에서는 공식 감독대행으로 인정하지 않음 |
| 10대        | 박경훈          | 2016/12/01 | 2017/11/27 | 2017      | - 구단의 첫 2부 리그를 담당한 감독 |
| 11대        | 남기일          | 2017/12/06 | 2019/12/16 | 2018–2019 | - 구단 3번째 성남 FC 선수 출신 감독, 2019 K리그1로 승격시킨 감독 (개인 통산 2번째 승격) |
| 12대        | 김남일          | 2019/12/26 | 2022/08/24 | 2020–2022 | |
| 대행        | 정경호          | 2022/08/24 | 2022/10/15 | 2022      | |
| 13대        | 이기형          | 2022/12/09 | 2024/03/20 | 2023-2024 | - 구단 4번째 성남 FC 선수 출신 감독 - 구단 4번째 시즌 도중 사퇴한 감독 |
| 대행        | 최철우          | 2024/03/22 | 2024/05/18 | 2024      | - 2024시즌 감독대행 수행 후 2024시즌부터 정식 감독으로 승격 |
| 14대        | 최철우          | 2024/05/18 | 2024/08/06 | 2024      | - 2024시즌 감독대행 수행 후 2024시즌부터 정식 감독으로 승격 |
| 대행        | 김해운          | 2024/08/06 | 2024/09/10 | 2024      | |
| 15대        | 전경준          | 2024/09/11 |            | 2024-     | |

## 경기장
홈 경기장은 탄천종합운동장이다.

## 클럽하우스
클럽하우스는 경기도 성남시 분당구 정자동 4-12번지에 위치한 '성남FC 클럽하우스'이다. 1동의 클럽하우스 건물과 2면의 천연잔디구장이 갖춰져 있다. 2021년 12월에 준공됐다.

## 엠블럼과 마스코트
클럽 마스코트는 '까오'와 '까치'이다. 종족은 성남시를 상징하는 새인 까치이다.

## 참고 문헌
- “스포츠지원포털 등록 현황”. 대한체육회.
- “KFA 통합경기정보 시스템”. 대한축구협회.
- “K리그 데이터 포털”. 한국프로축구연맹.

## 같이 보기
- 성남 FC R